# Arteria umbilical única
La anomalía más frecuente del cordón umbilical es la presencia de sólo dos vasos, una arteria y una vena, denominada arteria umbilical única (AUU). Entre las malformaciones del cordón umbilical, la AUU es la más frecuente, con una incidencia entre el 0,5% y el 0,7% de todos los embarazos, 1% en fetos únicos y hasta un 5% en fetos múltiples. Es también un hallazgo mucho más frecuente en la muerte fetal que en nacimientos vivos.
Se cree que la arteria umbilical única es causada por atrofia de una arteria previamente normal o el fallo del desarrollo o agenesia de una de las arterias umbilicales. Por razones que se desconocen, la arteria más frecuentemente ausente es la izquierda. En casi el 20% de los casos de arteria umbilical única se hace el diagnóstico prenatal en una población de alto riesgo en que se suele asociar con anormalidades cromosómicas. La trisomía 18 es la anomalía cromosómica más asociada con una arteria umbilical única.

## Circulación fetal
El cordón umbilical del feto de término mide aproximadamente 50 cm de largo y 2 cm de diámetro. La porción fetal se inserta en el ombligo del feto y la porción materna en la placenta. La circulación fetal es diferente a la circulación del recién nacido y del adulto, debido a que todos los nutrientes y oxígeno que necesita el feto para su crecimiento y desarrollo vienen de la madre hacia la placenta a través de la vena umbilical y de allí al feto por la vena umbilical. Luego, la sangre regresa a la placenta a través de dos arterias umbilicales llevando la sangre con los desechos del feto y con poco oxígeno, desde donde el organismo materno los recoge para eliminarlos. Es decir, que el cordón contiene en su interior tres vasos, dos arterias y una vena, rodeados y protegidos por la gelatina de Wharton. 
Inmediatamente después del nacimiento el cordón umbilical se corta y la porción proximal al feto remanente se cae espontáneamente alrededor de 8-10 días después. 

## Epidemiología
Estadísticamente se ha visto que tiene lugar con mayor frecuencia en fetos de sexo femenino a razón de 1:0.85, cuando la edad materna es mayor de 40 años, en madres con tres hijos previos y en embarazos gemelares. La incidencia puede ser sobrestimada cuando el examen del cordón ocurre sobre todo en la parte cercana a la placenta, porque las arterias suelen fusionarse en ese punto. Estudios han mostrado que en el 68% de los casos se tratará de un hallazgo aislado, pero aun así aumenta el riesgo de parto prematuro, de bajo peso al nacimiento y de mortalidad perinatal. 
La arteria umbilical única se encuentra dos veces más frecuentemente en las mujeres blancas que en japonesas y mujeres afroamericanas. La diabetes aumenta el riesgo significativamente.
Por otra parte, el 17% de estos fetos tendrán, además de la arteria única, cromosomopatías y el 31% malformaciones anatómicas urogenitales, gastrointestinales, cardiovasculares o del sistema nervioso central. Por ello es muy importante realizar una exploración y estudio ecográfico exhaustivo para detectar dichas malformaciones. El pronóstico de una AUU sin malformaciones o asociada a malformaciones menores es bueno.

## Diagnóstico
La metodología normal de un examen ecográfico incluye la evaluación del cordón umbilical. Si se efectúa una ecografía entre 11-13+6 y 22-26 semanas, el cordón umbilical se evalúa para contar el número de vasos, los cuales son claramente identificables con la ecografía. La vena es por lo general más gruesa que las arterias. El hallazgo de dos vasos en vez de tres es siempre un signo de alerta. Estadísticamente, casi un tercio de las veces, existe algún defecto fetal mayor o menor. La detección de una arteria umbilica única (AUU) obliga a una evaluación minuciosa y detallada del feto.
La arteria umbilical única se asocia a malformaciones músculo-esqueléticas, renales, del tubo digestivo, cardiacas y cerebrales, dentro de las más relevantes. La gran mayoría de los defectos se puede diagnosticar entre las 22-26 semanas de gestación. Algunas anomalías de aparición variable pueden manifestarse a mayor edad, por lo que se recomienda también su seguimiento alrededor de las 32-34 semanas. Debe recordarse que algunas condiciones anormales no pueden detectarse a través del ultrasonido prenatal.
La arteria umbilical única se asocia a hipertorsión/subtorsión del cordón umbilical. Esto quiere decir que como el cordón no es normal en su estructura, puede torcerse más o menos de lo habitual, generando riesgo de compresión de los vasos que tiene en su interior. Por esto, el pronóstico perinatal de fetos con AUU es diferente al de aquellos con cordón normal. Además, un grupo de fetos con AUU tendrán bajo peso al nacer. Actualmente, no hay datos que indiquen que la presencia de AUU aislada sea un factor de riesgo de alteración cromosómica fetal.

## Recomendaciones
- Si existe la sospecha de AUU, el feto debe ser sometido a una minuciosa evaluación ecográfica. Esta puede efectuarse al momento de la sospecha, pero es ideal entre las 22-26 semanas de gestación. En el caso de que no se detecten defectos estructurales ni signos sospechosos, se le recomendará una revaluación alrededor de las 32-34 semanas.
- Si la AUU se detecta durante el embarazo, es aconsejable realizar un cariotipo para descartar anomalías cromosómicas y un seguimiento ecocardiográfico para detectar las posibles complicaciones. Si el feto sólo presenta arteria umbilical única, entonces no hay problema, aunque puede presentarse bajo peso al nacer (<2500 g) o parto pretérmino (< 37 semanas), de allí que hay que vigilar el crecimiento fetal por ecografía.
- Durante el tercer trimestre, es importante la evaluación materna de los movimientos fetales y, si el parto se intentara vía vaginal, saber si existen circulares al cuello fetal.

## Pronóstico
Se ha asociado un 5-20% de tasa bruta de mortalidad perinatal en reportes de arterias umbilicales únicas, aunque esto incluye los fetos con graves anomalías congénitas y defectos cromosómicos. Dos tercios de las muertes se producen antes del nacimiento. Del tercio de los recién nacidos que mueren tras el parto, la mayoría tiene asociadas graves anomalías congénitas. Aquellos sin alteraciones pueden tener un retardo del crecimiento intrauterino.